# 李子奇 (1923年)
李子奇（1923年9月29日—2014年1月11日），男，汉族，陕西神木人，中国共产党党员，中华人民共和国政治人物。

## 生平
李子奇是陕西省神木县沙峁镇石角塔村人，早年参加红二十八军。
1949年，担任宁夏省教育厅副厅长。1954年，任白银有色金属公司经理。1963年，因白银厂事件而免职，后起用担任甘肃省轻工业局局长。1982年，任甘肃省副省长。1983年至1990年，任中共甘肃省委书记。
2014年1月11日逝世，享年90岁。

## 家庭
- 儿子李宁平，曾任甘肃省电力投资集团有限责任公司党委书记、董事长（2020年落马）。